# Opuntia caracassana
Opuntia caracassana conocida como nopal paraguanero, tuna guajira o tuna de Paraguaná anteriormente llamada como la tuna caraqueña, es una especie de planta arbustiva de la familia de las cactáceas del género Opuntia, endémica de las costas de Venezuela desde el golfo de Venezuela hasta el Parque nacional Mochima, también está presente en las Antillas Menores, Trinidad y Tobago y la Isla de Margarita además de haber sido introducida en El Salvador.

## Descripción

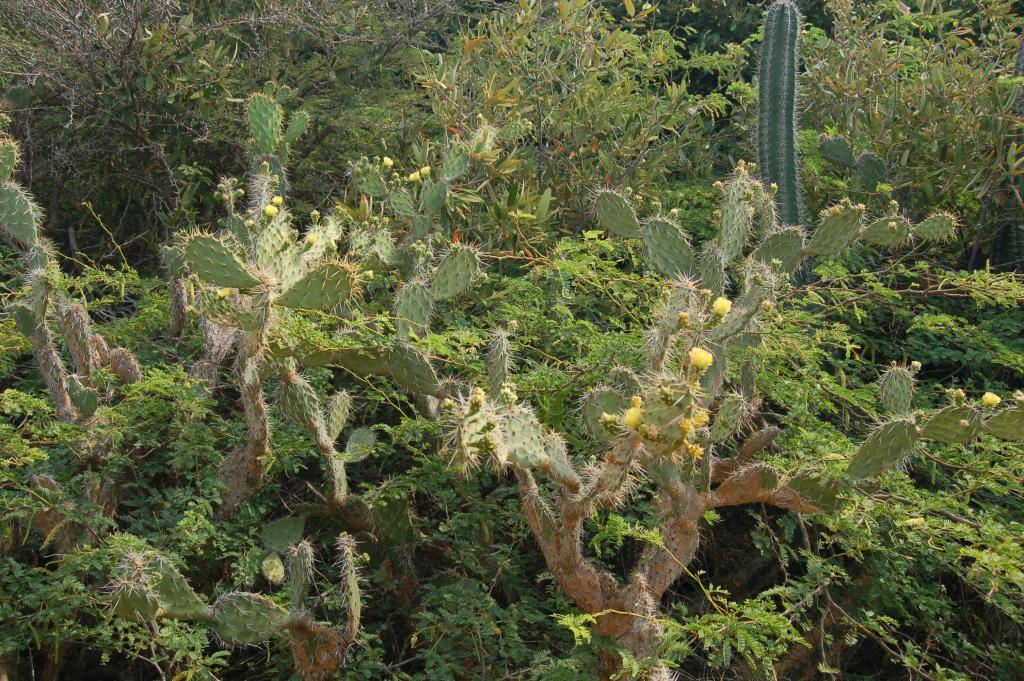
Opuntia caracasana en un bosque tropofilo.

Opuntia caracassana crece de manera arbustiva con brotes verticales, es muy ramificada y alcanza alturas de estatura de 1 a 3 metros. Las secciones de color verde claro, obovadas a elípticas se estrechan en ambos extremos y miden hasta 25 centímetros de largo. Los rudimentos de la hoja en forma de punzón son pequeños. Las espinas son desiguales de dos a cinco, de color amarillo claro a blanquecino, con una longitud de 2.5 a 4 centímetros.
Las flores son amarillas y de una longitud de 6 a 7 centímetros. Los frutos pequeños son rojos y velludos, atraen a murciélagos bigotudos de las especies Leptonycteris curasoae y Pteronotus paraguanensis, que se encargan de la distribución de sus semillas.

## Distribución
Inicialmente la especie había sido descrita como endémica de la ciudad de Caracas, de allí su nombre científico que literalmente significa "opuntia de caracas" sin embargo la especie no es endémica de dicha región, es más común encontrarla en la península de Paraguaná en Falcón y en la península de la Guajira en Zulia, cabe recalcar que la especie ha sido introducida en Aruba, Curazao, Bonaire, Trinidad y Tobago, Colombia y El Salvador, posiblemente durante la época de la Colonia.
En algunas regiones de exceso de salinidad y falta de hidratación, esta especie puede sufrir mutaciones que originan el híbrido Cylindropuntia x vivipara, algo comprobable en el Parque nacional Los Médanos de Coro.